# 代利斯 (法属圭亚那)
代利斯（法語：Délices，法語發音：[delis]）是法国在南美洲的海外大区法属圭亚那的一座村庄，属于马罗尼河畔圣洛朗区马纳市镇的一部分，位于路西法戴库戴库生物保护区和拉特里尼蒂自然保护区之间。